# Maurice Jeanjean
Maurice Jeanjean (* 1897; † 1968) war ein französischer Musiker (Altsaxophon, Klarinette), (Film-)Komponist und Arrangeur.

## Leben und Wirken
Jeanjean stammte aus einer Musikerfamilie; auch sein Vater Paul (1874–1928) und sein Bruder Faustin (1900–1979) waren Musiker und Komponisten. Als Arrangeur fungierte er Ende der 1910er-Jahre bei Aufführungen der Opern Livret de Clairville, Chivot et Duru (1872) und La fille de Madame Angot. 1934 arbeitete er in Paris im Orchester von Léon Kartun, in dem 1934 auch Musiker wie Stéphane Grappelli, Gaston Lapeyronnie und Michel Warlop spielten.
Er komponierte u. a. „20 grandes études pour la clarinette“, mit Faustin Jeanjean Lieder (z. B. „The Melody of My Heart“), kammermusikalische Werke („Guisganderie“ für Klarinette und Piano),  Werke für Orchester („Balançoires“) und für Streicher wie „Danse des violons“ und „Fiddlin’ for Fun (Les violons s’amusent)“. Am bekanntesten ist wohl das „Quatuor pour saxophones“ der Brüder Jeanjean; die für die Militärkapelle Quatuor de la garde Republicaine geschriebene Komposition (1949 von Faustin Jeanjean beendet) hat sich als fixer Bestandteil im Repertoire von Saxophon-Quartetten etabliert. Zum Teil mit seinem Bruder Faustin schrieb er die Musik für Filme von César Silvagni und Jacques B. Brunius (Autour d'une évasion, 1934), Léopold Simons (Le fraudeur, 1937) und Julien Duvivier (Der Fall Maurizius, 1954); Er schrieb auch die Eingangs- und Schlussthema („Générique“) des Films   Le Vin du bonheur, basierend auf Motiven des Chansons „Champagne“ von Max Blot. Der mit Georges Tzipine komponierte Titel „Bucolique“ fand Verwendung im Soundtrack des Historienfilms Stonewall (2015).
In späteren Jahren begleitete er mit seinem Studioorchester Sänger wie Jean Patart („Maître Pierre“, 1949) und 1956 Michel Roger („En attendant ma belle“, Olympic #5007).